# تلمبه حاجی رضایی رحیم‌آباد
تلمبه حاجی رضایی رحیم‌آباد یک منطقهٔ مسکونی در ایران است که در دهستان کویرات (کرمان) واقع شده‌است. تلمبه حاجی رضایی رحیم‌آباد ۶۴ نفر جمعیت دارد.